# Ка Мате (Ферара)
Ка Мате (итал. Ca' Matte) је насеље у Италији у округу Ферара, региону Емилија-Ромања.
Према процени из 2011. у насељу је живело 69 становника. Насеље се налази на надморској висини од 2 м.